# 式内楯原神社
式内楯原神社（しきないたてはらじんじゃ）は、大阪府大阪市平野区喜連にある神社。式内社（小社）。旧社格は村社で、現在は神社本庁に加盟しない単立神社。
延喜式神名帳に載る摂津国住吉郡の同名社に比定される。例祭日は10月15日。明治以前の神宮寺は如願寺。旧喜連村では産土神として祀られていた。境内は406坪で、本殿、幣殿、拝殿、神楽所、絵馬所、社務所などを有する。現在の宮司は浅井克晏（よしやす）。

## 祭神
- 武甕槌大神
- 大国主大神
- 孝元天皇
- 菅原道真
- 赤留姫命

現在は上記の5柱を祭神とするが、後述の通り数度の合祀を経ており、資料による異同が多い。
- 名葦探杖 - 少彦の尊[9]
- 摂津名所図会 - 住吉の楯御前社と同神か[10]
- 神社覈録 - 不詳[11]
- 特選神名牒 - 赤留比売命[12]
- 大阪府志 - 不詳。一説に豊玉彦命・赤留比売命・豊玉姫命[1]
- 大阪府史跡名勝天然記念物 - 不明。あるいは豊玉彦命・赤留比売命・豊玉姫命、または武甕槌神[13]
- 角川日本地名大辞典・日本歴史地名大系 - 武甕槌神・菅原道真・大国主命・素盞嗚命・十種神宝大神[2][3]

アカルヒメが祀られるようになった要因について北條勝貴は、難波が「半島からの人や文化の正式な流入口」であり、アメノヒボコ伝承の担い手である海人系氏族の移住があったことを示唆している（摂津国では他にも、平野郷町の赤留比売命神社、住吉郡の姫嶋神社や東成郡の比売許曽神社がアカルヒメを祀っている）。

## 祭日
祭日は以下の通り。
- 夏祭（￼￼7月5日）
- 秋祭（10月15日）

## 由緒

### 創建
崇神天皇6年、この地の国造大々杼名黒に対して「国造館に奉斎する国平（くにむけ）大神と建甕槌命を同床共殿に祭るのは恐れ多いため、別殿を造営して奉斎せよ」との詔が下り、建甕槌命を「楯之御前神社」、国平の鉾を「鉾之御前神社」と称して鎮斎し、同7年9月2日に鎮座祭を行い、同9年に神領地を南は多治井、北は味原、西は浪速までと定めた。「国平の鉾」とは、建甕槌命が国譲りに際して大国主命のもとに遣わされたとき、大国主命が「天の弘鉾」を「国平の鉾」と称し、「この鉾を持って天下を巡行すれば、自ずから平定されるだろう」と予言して授けたものである。建甕槌命は大国主命の霊をこの鉾に依り憑かせて天孫降臨に供奉し、天下を平定した末にこの地に留まり、亡くなる間際に孫の大々杼命に「私の十握剣を私の霊代とし、国平の鉾を大国主命の霊代として鎮斎せよ」と命じた。その子孫大々杼彦仁は神武東征にあたって、神宣により十握剣を携えて熊野に赴き、これを奉ったために大鵄の導きを得て大和平定に貢献した。その功により大々杼彦仁は大々杼国造とされ、「剣臣」の号を賜ったとするが、上記の所伝は、記紀により造作したものと思われる。
神功皇后の時代、三韓征伐にあたって軍事に関する託宣が降り、還幸後の神功皇后11年、品陀和気命を伴って当社を親拝した。このとき、大々杼氏の息長田別王と杙俣長日子が奉仕し、皇后の詔により楯之御前神社は「楯原神宮」、大々杼氏は「息長氏」に改名した。同62年にも皇太子とともに親拝し、このとき国平の鉾を大和に返還し、代わりに松を植えて国平の鉾の霊を依り憑かせ「御鉾松」と名付けた。

### 継体天皇の出自と息長氏の系譜

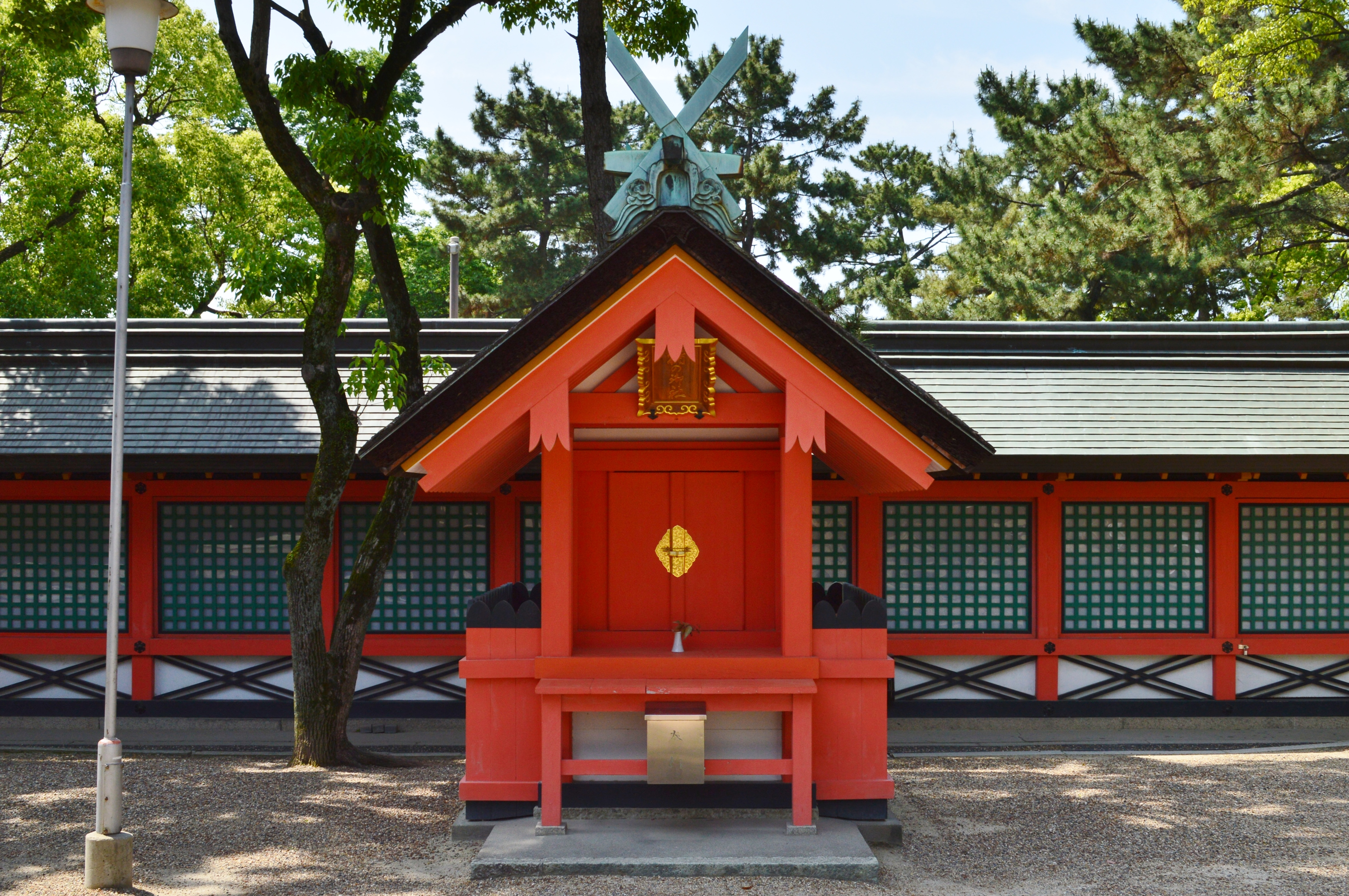
住吉大社楯社

上記の社記における「大々杼命」は、応神記に見える応神天皇の皇子若野毛二俣王の子意富富杼王を彷彿とさせる。古事記の割注によれば、意富富杼王は「三国君・波多君・息長君・坂田酒人君・山道君・筑紫之米多君・布勢君之祖也」とあり、また「息長田別王」「杙俣長日子」に関しては、景行記に倭健命の子として息長田別王がおり、息長田別王の子が杙俣長日子王とされている。また、応神天皇が杙俣長日子王の娘・息長真若中比女を娶って生んだのが若野毛二俣王であり、若野毛二俣王が母の妹・弟比女真若中比女を娶って生んだのが意富富杼王である。
社記によると、継体天皇は近江の息長大々杼王の子彦主人王が大々杼の息長沙彌王の娘真若郎女を娶って儲けた子であり、大々杼郷の百々石城宮で生まれたため「大々杼命」と称し、雄略天皇元年に母の真若郎女とともに息長彦主人王のもとに送られたが、ここで実母が亡くなったため義母の「福井の振女」に従って越前に赴いたという。
このように、社記は記紀の所伝、特に古事記に付会して造作された形跡が濃厚である。しかし楯原神社の名は、『住吉大社神代記』における住吉神の子神の条に、「件住道神達八前」を注して「天平元年十一月七日依二託宣一移徒坐二河内国多治比郡楯原里一」とあることから住吉神社と密接な関係があり、神功皇后（息長足比売命）の出自とされる息長氏や、継体天皇の生誕の謎を類推させる伝承を持つことは重要である。また、住吉大社境内の末社に楯社（武甕槌命）と鉾社（経津主命）があることからこれらとの関係も類推しうる。ただし、『住吉大社神代記』の記事からすれば楯原里に祀られるのは住道神でなければならないが、住道神との関係も不明である。

### 飛鳥時代以降
推古天皇15年（607年）に中臣鎌子を勅使として参拝し、菊の御紋章を賜った。また、一条天皇も参向して額一面を奉納したという。
後醍醐天皇の延元2年（1336年）、皇太子が杭全郷に行啓した折に楯原神社に参向し、この地に行宮を営んで御饗を奉ったといい、さらに、高師直の軍から射られた屋が皇太子の襟髪を撃ち抜いて落ちた地を「打越」、矢を埋めて築いた山を「矢塚」と名づけ、毎年神主が馬上から矢塚に向かって矢を射る「射返しの神事」があったが元禄以後に途絶えた。
これより先、楯原神社と行宮は北朝の兵火に罹って焼失し、文明13年（1481年）に楯原の旧社地から現社地の近くに遷座した。その後明応2年（1493年）3月に社殿を改築したが、元和年間に暴風雨により破損したため、新たに現社地に社殿を営み遷祀した。また、先の社地には字十五の龍王社を合祀し、別に社殿を建てて「奥之宮」と称したが、これも元和の兵火で焼失した。龍王社は三十歩神社の赤留比売命の分霊を喜連村十五に奉祀していたものである。同年間に付近の天神社（孝元天皇）を合祀し、後に菅原道真を併祀して俗に「天満宮」、正式には「天神社」を称するようなり、いつしか楯原神社の本来の祭神は忘れられて菅原道真のみを祭神とし、「楯原」の名は別殿の奥之宮に移り、龍王社の祭神である赤留比売命が楯原神社の祭神と誤認されるようになった。このため明治5年（1872年）、本来の楯原神社である天神社は社格を得ず、別殿の楯原神社が村社となって両社並立の形となった。
こうした中で、明治39年（1906年）に神社合祀が発議されると、村社楯原神社は村社東西神社、および無格社春日神社とともに天神社に合併されることになり、明治40年（1907年）9月12日に合祀祭を行った。東西神社はもともと「八坂神社」と称して素盞嗚命を祀り、「牛頭天王」とも呼ばれたが、嘉永年間に忍坂大中姫を祀る媛天神を合祀し、「東西神社」を称したものである。媛天神はもともと字山王の西に鎮座していたが、元禄のころに八坂神社境内に遷したもので、「東西神社」と称するのは氏子が東西喜連にまたがって分布したことによる。しかし、このままでは由緒深い「楯原」の名が途絶えることになるため、明治43年（1910年）12月9日に天神社・東西神社・春日神社の3社を楯原神社に合祀し今日に及ぶ。
明治41年（1908年）1月には神饌幣帛料供進社に指定された。昭和26年（1951年）、東喜連の氏子の要望により、東西神社・春日神社の両社を八坂神社として、元の東喜連に分離遷祀した。

### 異説
本節は主に『式内社調査報告』の記述に依ったが、『東成郡史』では以下のように、明治以降の沿革について異なる記述がなされている。
明治40年（1907年）9月12日、無格社楯原神社、春日神社を村社天神社に合祀し、同日村社八坂神社を境内社に合祀し、明治42年（1909年）12月9日に「楯原神社」と称した。旧村社天神社は菅原道真を祀り、相殿に天照皇大神と熊野大神を祀っていた。明治5年に無格社に列せられ、12年（1898年）12月に村社に列せられた。旧無格社楯原神社は式内社で、俗に「天神社」を称し、祭神は不詳である。延元の乱で兵火に罹り、文明13年（1481年）に仮の社殿を造営し、明応2年（1493年）3月に正式な社殿に改造したが、元和年間に暴風雨により破損したため、新たに社地を見定めて「楯原神社」と称して祀り、跡地は享保年間に如願寺の寺域とした。楯原神社の末社に奥宮と媛天神社があり、媛天神社はもともと字山王に鎮座し、祭神を素盞鳥尊としていたが、元亀年間に移し祀った。旧村社八坂神社は東喜連に鎮座し、祭神は素盞鳥尊で、明治5年（1872年）に無格社に列せられた。旧無格社春日神社は東喜連に鎮座し、祭神は春日大神で、末社に稲荷神社（祭神は豊受媛神）がある。以上の各末社も共に合祀された。

## 社殿
社殿および摂末社は以下の通り。
- 本殿 - 木造一間社流造銅板葺（もと檜皮葺）、梁行2間半、桁行1間半、間口8.24尺[23]。
- 祝詞殿 - 木造瓦葺、梁行1間半、桁行3間。
- 拝殿 - 木造瓦葺、梁行2間半、桁行6間。
- 絵馬殿 - 梁行2間、桁行3間。「摂津国住吉郡杭全庄喜連天神宮」の銘がある釣鐘が吊るされているが、製作・奉献年代は不明である。
- 摂社
  - 十種神宝社 - 木造住吉造銅板葺1間4面。
  - 稲荷社
  - 楠社

## 宝物
石上神宮の十種神宝と称する宝物を十種神宝社に奉斎する。十種神宝が楯原神社の手に渡った経緯は以下のとおりである。
天正元年（1573年）に石上神宮が織田信長の焼き打ちに遭った際、十種神宝も持ち出されて所在不明となっていた。ところが、何者かが神宝を保護しており、豊臣秀吉がこれ聞いて「生魂の森」の深くに奉納した。しかし、慶応3年（1867年）にお蔭参りの興奮の中で神宝は「生魂の森」から持ち去られた。その後、町の古道具屋の店頭に晒されていたところを喜連に住む小林某なる人が発見し、買い求めて家に祀った。小林氏はこの地を去る際に神宝を浅井家に預け、浅井家もまたこの地の旧家増池氏に預けたが、増池氏は昭和初年に楯原神社に奉納し、社殿を建立して「十種神宝社」と称して奉斎した。その後、室戸台風に遭い社殿が壊れたため、永らく拝殿に祀っていたが、今里の庄司氏（石上神宮守護職の子孫）から石上神宮に返すよう頼まれたときも返さず、新しい社殿を建立して祀り続けた。

## 文化財

### 大阪市指定文化財
- 有形文化財
  - 本殿（建造物） - 元和年間（1615～1623）の作。平成22年（2011年）指定[23]。

## 年中行事
『平野区誌』に掲載された平野区の伝統的な年中行事の中から、楯原神社に関わるものを抜粋した。
- 2月3日 - 節分。喜連では、楯原神社前で「杉山講」の山伏が護摩木を添えた。
- 2月20日 - 祈年祭。各戸献灯して氏神に参拝したが、現在は行われていない。
- 4月1日 - 喜連ではこの日に楯原神社で学校の入学式が行われていた[25]。
- 7月4日～5日 - 夏祭り。多くの出店が出た。昭和40年ごろまでは小学生や中学生たちが太鼓を打つ姿がよく見られた。現在では7月の第1日曜日に2台の神輿が町内をまわる[26]。
- 8月23日～24日 - 地蔵盆。喜連では、昔の出入口跡の六地蔵をはじめ、町内の地蔵を祭る。また、楯原神社では護摩焚きを行う。
- 10月14日～15日 - 秋祭り[27]。
- 12月23日 - 喜連では楯原神社の氏子たちが集まって、新しいしめ縄やしめ飾りを作り、大掃除の跡、2箇所の鳥居、本殿、ご神木など、すべて古いものと取り替える[28]。

## 摂津国住吉郡喜連村文書
「摂津国住吉郡喜連村文書」は関西大学の教授であった津田秀夫が収集した資料で、現在は「津田秀夫文庫」として関西大学文学部古文書室に所蔵されている。旧蔵者は不明だが西喜連村の庄屋か年寄と見られる。点数は38点、ほとんどが近世の文書で、延宝2年（1674年）から文政12年（1829年）に渡る。また、その他に明治時代前期のものが3点ある。文書の内容は、村況、喜連三ヶ村、用水、村役人、出作百姓、神社に関するものなどで、ほとんど村の公的な文書である。ここではその中から楯原神社に関わるものを抜粋する。
資料1
楯原神社は西喜連村の産土神として古くから祀られてきたが、明治維新に際して神仏分離するとともに祭神の確定に迫られた。「資料1」では、従来宮座頭の者が社用を支配し、神勤は別当の如願寺が勤めてきたが、神仏混淆の廃止にともない、同社と由緒の深い2人を選んで神勤させたいとして、明治2年（1870年）12月17日に神祇官役所に願い出ている。史料の後半では、2人の神勤が認められたので、享保年間に幕府から受けた祠官職許状の写しを提出して、新たな許状の交付を明治3年（1870年）3月21日に民政役所に願い出ている。
資料2
楯原神社の祭神は古くから天神と称してきたが、具体的な神名はわからなかったので住吉神社の社人に調べてもらったところ、延喜式内社なので祭神は天満宮ではなく、天神というのは武塔天神すなわち素盞男命だという。そこでもともと鎮座していた神々はそのまま祀り、新たに素戔嗚尊の神鏡を造り、住吉神社の社人を招いて鎮座した。ところが神道に詳しい人の意見では、須佐之男命を天神と称することはなく、かつて天神として崇めてきた神は高皇産霊尊の息子の少彦名命だという。さらに堺県史生の勝浦鞆雄らによると、祭神が不明の大社も多いので強いて祭神をきめず、「楯原大神」と唱えればよいと言われた。この意見に従い、明治3年5月29日に社内にある仏像を取除き、神籬を立てて鎮斎したという。明治初年に祭神の確定をめぐって二転三転する過程が示されている。

## 神社を中心とする村落生活調査報告
「神社を中心とする村落生活調査報告」は、関西大学の教授であった津田秀夫が収集し、現在は「津田秀夫文庫」として大阪市史編纂所に保管されている資料である。資料は全部で6冊あり、その内訳は、大阪府の4冊分、兵庫県の2冊分となっている。この資料の内容は、宮座の基礎的研究を行った歴史学者の肥後和男が、宮座の調査として近畿地方を中心とする各府県庁を通じて神社に配布した質問票の回答を集めたものである。各質問には神職や氏子総代が手書きで回答を記しており、楯原神社からの回答は以下の通りである。
神職
1. ［世襲］当神社は世襲にあらず
2. ［現在も世襲か］初代の神職です
3. ［特別な名称］先生、以外はなし
4. ［一年神主］なし
5. ［収入］小学校に奉職　其他村役場に勤務
6. ［その他］別になし
7. ［神職の氏名］浅井常次郎

氏子
1. ［氏子区域］一町一氏子
2. ［二重氏子］なし
3. ［他市町村区域］区域内に限る
4. ［氏子の戸数］五百戸
5. ［戸数の変動］なし
6. ［氏子の資格］なし
7. ［氏子入り儀礼］なし
8. ［婿入り］なし
9. ［若衆の行事］なし
10. ［氏子内の階級］なし
11. ［階級の相違］なし
12. ［氏子の義務］氏子納金
13. ［義務の差］なし
14. ［その他］なし

祭礼
1. ［祭の日時］三大祭[注 4]以外、夏祭（六月二十五日） 、鎮火祭（十一月三十日）
2. ［儀礼内容］祈年祭、夏祭、大祓祭、例祭、新嘗祭、鎮火祭、其他等の順
3. ［田植祭］なし
4. ［特殊神饌］なし
5. ［当屋の決定］なし
6. ［長男の扱い］なし
7. ［当屋の任務］なし
8. ［当屋の交代］なし
9. ［特殊神事］なし
10. ［山の神祭］なし
11. ［藁蛇の神事］なし
12. ［火焚の神事］なし

宮座
1. ［宮座の有無］
2. ［宮座の建物］
3. ［座人の資格］
4. ［座衆の人員］
5. ［座入り儀礼］
6. ［首座の名称］
7. ［組織階級］
8. ［座人の義務］
9. ［座人の姓］

## 北村某の家記
「北村某の家記」は、『大阪府全志』に収録されている、旧喜連村の北村某なる人物が所蔵していた文書である。神代から仁徳天皇の治世までは若沼毛二俣王、以後醍醐天皇の延喜17年（917年）までは息長真若麻呂、以後後小松天皇の応永19年（1412年）までは北村治良麻呂の撰と伝え、本来は3巻からなったが、元和年間に兵火で焼失したため、焼け残ったものを補綴して1巻にまとめたものであるという。その内容は、楯原神社の由緒とその創建に関わった息長氏の事績に加えて、喜連村に点在する古塚や字にまつわる伝承がふんだんに盛り込まれており、『大阪府全志』は「口碑は此家記より出しにはあらざるか」と推察している。

### 内容

#### 創建
建御雷男命が天照大神の命を奉じて豊葦原中国に降臨し、大国主命に天つ神の命を伝えたところ、大国主命は国土国宝のすべてを献上する旨を述べた。さらに、彼が持っていた「天の弘鉾」を「国平の鉾」と改称して建御雷男命に授け、「この鉾を携えて天下を巡行し、従順な神を従わせ、従わない神を斬りなさい」と言った。建御雷男命は天孫降臨に供奉し、大国主命の教えに従って天下を平定した末に、武部三十六柱を率いてこの地に現れた。建御雷男命は孫の建大々杼命に代を譲り、「私の十握剣を私の霊代として、国平の鉾は大国主命の霊代として鎮祭しなさい」と命じて亡くなった。そこで建大々杼命は御陵を剣洗池の東岸に造営して建御雷男命を葬り、これを「大塚陵」と称した。建大々杼命はこの地を治め、多くの年月を経て亡くなり、「大塚の墓」に葬られた。子の建彦命は父の名前を取って国名を「大々杼国」、郷名を「大々杼郷」と名付けた。その子孫・大々杼彦仁が37歳のときに神武天皇が倭国に入ろうとしたが、長髄彦に行く手を阻まれて浪速に戻り、木の国を南に進んだところ、大熊が現れて一行を悩ませた。このとき彦仁は建御雷男命の託宣を受け、大鵄の導きによって天皇の元に駆けつけて十握の剣を献上した。天皇は十握剣で大熊を切り、皇軍は倭国に入ることができたので、天皇はその功績を賞して彦仁に「大々杼」の姓と「剣臣」の号を賜り、「大々杼国造」に任命した。
綏靖天皇3年、神八井耳命が大々杼彦仁の家に御幸し、建御雷男命を拝した。
孝元天皇7年、天皇は大々杼彦仁の家に御幸し国平の大神と建御雷男命を拝した。このとき彦仁は天皇の像を作成し、同9年に山を築いて「境原」と称し、その山に神殿を造営して像を祀った。これが後代の天神社である。
崇神天皇7年、大々杼名黒に対して「お前の家に祀る国平大神と建御雷男命は、同殿同床にするのは恐れ多いため、別に神殿を造って鎮祭せよ」との詔が降った。そこで、新たに社殿を建ててこれを祀り、建御雷男命を「楯之御前社」、国平の鉾を「鉾之御前社」と称した。同8年9月2日に遷宮式を行い、同10年に神領地を、南は多治比、北は浪速、東は味原までと定めた。後に大々杼名黒は亡くなり、「山背墓」に葬られた。

#### 神功皇后の治世
大々杼黒城の代に至り、仲哀天皇は筑紫の熊襲を征伐するために穴門国豊浦に御幸した。その途中で楯之御前社に参向した際、黒城に跡継ぎがいないことを知って、兄弟の息長田別王を黒城の娘黒媛に婿入りさせ、息長杭俣王が生まれた。天皇が香椎宮で亡くなり、皇后息長帯女命が遺志を継いで三韓に親征する際、楯之御前社大神は神託によって皇后を助けた。還幸後の皇后摂政8年、住吉に御幸した際、楯之御前社と鉾之御前社に神籬を立てて祭った。現在でも住吉大社の第三本宮と第四本宮の左右にこれらの社がある。さらに、武内宿禰が勅使となって楯之御前社に参向し、新たな社殿を建造した。現在、新社地の字を「楯原」、旧社地を「御元」という。また、息長田別王は南方に宮を建て、「百々石城」と名付けて移り住んだ（大々杼名黒の居住地を「名黒」、大々杼黒城の居住地を「黒城」という）。王は狭山池の水を引いて初めて田を作り、息長河を掘って淀川に注がせ、百々石城の前後に門を作り、南を「大手門」、北を「後つ門」と呼んだ。
皇后摂政11年、皇后と皇太子品陀和気命はこの地に御幸し、百々石城から楯之御前社・鉾之御前社に参拝した。そこでこの道を「御幸路」といい、道の北に比礼を立てたのでその地を「比礼田」といい、南方に旗を立てたのでその地を「旗地」といい、建御雷男命の武具を洗った剣洗池で皇后が禊ぎ祓いを行ったので、以後これを「御手洗池」と呼んだ。また、皇后は「楯之御前社」を改めて「楯原神宮」と名付けた。「楯」は「兵士を立て並べる」ことに通じ、「原」は「元」である。これは建御雷男命が軍団の長であったことに由来する。さらに、大々杼黒城と息長田別王を呼び、「大々杼」を改めて「息長」の姓を賜った。
皇后摂政12年、大々杼黒城が亡くなり、「大々杼の久流米の墓」に葬られた。
皇后摂政20年、皇太子品陀和気命が両社に参詣し、このとき息長杭俣王は益郎女を娶り、飯野真黒女命を儲けた。
皇后摂政35年、皇太子品陀和気命が両社に参拝し、これ以降毎年勅使を遣わして参拝することが決定した。
皇后摂政50年、息長田別王が亡くなり、「大々杼の長礼の墓」に葬られた。この墓の名前は後に村名となり、「長礼村」、後に「流町」と呼ばれるようになった。これは現在の平野郷町流町である。
皇后摂政51年、息長杭俣王の娘・息長真若中女命が皇太子品陀和気命の妃となった。同53年、息長杭俣王は百々石城に御殿を建造し、ここで弟女真若伊呂弁王を儲けた。同55年、皇太子品陀和気命と妃息長真若中女命が両社に参拝し、この御殿に一泊した。このとき二昼夜に渡って紫色の雲がたなびいていたので、皇太子は御殿を「紫止雲殿」と命名した。同56年、皇妃息長真若中女命が若沼毛二俣王を生んだ。同62年、皇太子品陀和気命は国平の鉾を倭に返還し、その代わりに楯原神社の境内に小さな松を植えた。この松は「御鉾松」の名で楯原神社に相伝している。鉾之御前社の旧地を現在では「鉾田」という。さらに、息長杭俣王は皇太子の命に従い、新たに社殿を建造して建御雷男命と大国主命を鎮祭した。これが今の楯原神宮である。このとき皇太子は長さ2尺8寸の金幣を献じた。

#### 「河内王朝」の時代
応神天皇8年、息長杭俣王には世継ぎとなる男子がいなかったため、若沼毛二俣王が弟女真若伊呂弁王に婿入して息長氏を継いだ。二人の間には、大郎子、別名「大々杼王」、忍阪大中女命、田井中女命、田宮中女命、琴節郎女、別名「衣通女命」、取売王、沙禰王の三男四女が生まれた。同天皇40年、息長杭俣王は118歳で亡くなり、「皇位門」の向かいにある「宇岐石山」に葬られた。この皇位門というのは、天皇の玉座がある紫止雲殿の門であるために名付けられた。
仁徳天皇2年、皇后息長真若中女命が82歳で亡くなり、「上田広住陵」に葬られた。同天皇10年、若沼毛二俣王は御手洗池と依羅池の「鸇」と「鸇養部」5戸を天皇に献上した。今はその地を「鸇縄手」と呼ぶ。天皇はこの地で鸇を飼育させ、鸇養部5戸の内の一人に「鸇養大伴」の名を賜った。現在の鷹合村はこれに由来する。
大々杼王は仁徳天皇の勅命により「淡海の息長君」となり、弟の沙禰王は息長家を相続し、忍阪大中女命は雄浅津間若子宿禰尊の皇妃となった。
この時代、呉国の人が来朝し、その一部を大手門の外に住まわせて呉服物を織らせた。これを「服部」という。後に「呉人の村」とも「唐人部」ともいう。また、この時代、稲作が立て続けに水害を被ったため、この呉人たちを使役して堤防を築いた。本郷から大地の西堤までを「呉堤」というのはこのためである。
反正天皇元年、若沼毛二俣王が133歳で亡くなり、「上田の東小野御墓」に葬られた。
允恭天皇の時代、息長沙禰王の娘・真若郎女は淡海の息長大々杼王の子・彦主人王に嫁いだが、妊娠4ヶ月で百々石城に帰り、同天皇39年、沙禰王が新たに造営した産殿において大々杼命が生まれた。この産殿は百々石城内にあり、字を「御産殿」といったが、転じて「産田」と呼び、今は「三田」という。
雄略天皇元年、息長沙禰王は真若郎女と大々杼命を淡海の息長彦主人王の許に送り届けた。しかし、真若郎女が早世したため、大々杼命は継母の「福井の振女」の許で成長し「越前三国の君」と号した。同7年、忍阪大中女命が崩御し、「讃野皇山御陵」に葬られた。彼女が御幸した際の御殿があった地を古くは「忍阪」といったが、今は「大阪」という。また、この山の東に「田井の媛」という字があるが、この地に田井中女命の住殿があり、河内国志紀を領有し「田井郷」と称したのが、現在の田井中村である。また、元々住んでいたところはには御名代として「田井部」を置いたが、現在は畑となって「田井島」という。この田井部が移住して「河部」を称し、現在東喜連村の南に住む「河村」を称する人はこの田井部の子孫である。

#### 古代
継体天皇2年、天皇は后の安部波延女、皇女の都夫良郎女とともに百々石城に御幸した。天皇は楯原神宮に参拝するため、息長真手王を先導として、御手洗池で禊ぎ祓いをしたが、都夫良郎女が池の荒波にさらわれて溺れ、息長真手王の子・息長真戸王がこれを助けようとして池に飛び込み、二人とも亡くなった。このことから池を「都夫良池」と称し、後に転訛して「都夫礼池」という。二人は「平田の広瀬の垣内の御陵」に葬られた。息長真手王には世継ぎの男子がいなくなったため、継体の皇子・阿豆王が真手王の娘・黒郎女に婿入りし、息長家を相続した。
天皇はこの地に宮を造営し、「内廓外西に千早振建て、軍兵三百人昼夜警備」したので、この地を「千早部」といい、転じて現在は「千原部」という。天皇はこの宮で2年を過ごした後に北へ遷都した。後世この宮を「継体宮」と称し、後に「継体宮地」といい、後代略して「伊体宮地」といい、転じて現在は「伊多イロ」という。また、大々杼王の居殿を元々「杼々御前」といったが、現在は転じて「堂の前」という。
息長真手王は、継体天皇が即位した際、その諱を郷名にするのは畏れ多いということで、「大々杼郷」の名を廃し、息長杭俣王の名にちなんで「杭俣郷」と称し、後代「杭全」と表記するようになった。息長真手王の娘・麻組郎女は継体天皇の后となり、阿豆王の娘・比呂女命は敏達天皇の后となって押坂彦人太子を生んだ。
推古天皇2年（594年）、厩戸皇子は社殿を改造し、大塚陵を保護するために二寺を創立した。ひとつは御手洗池の東南角にあり、阿弥陀如来を本尊とする阿弥陀寺で、この本尊は現在の教西寺の本尊となっている。もうひとつは同池の西北角にあり、観音菩薩を本尊とする観音寺で、後に息長真比が銅閣を造営して「息長山観音寺」と号し、さらに後代喜連寺と合併して「如願寺」と称した。その寺地を「銅閣」と称する。当時、大々杼家・息長家の墓地は36ヶ所存在したが、それらすべてに門を造営した。また、息長田別王の長礼の墓地を保護するため、薬師如来像を制作して薬師寺を創建した。これは現在の全興寺である。また、忍阪大中女命の讃野皇山御陵に一社を創建し、「媛天神」と称して忍阪大中女命を祀った。その旧地を「天神」というのはこのためである。同15年、中臣鎌子を勅使として楯原神宮に参拝し、菊の御紋を寄進した。
桓武天皇の没後、妃の坂上春子が御幸して紫止雲殿に参向し、息長山観音寺に久しく留まっていたが、ついに出家して「慈心大姉」と称し、長宝寺を建立して息長山観音寺の持仏・観世音像を本尊として天皇の霊を弔い、父・田村麻呂を祀って「田村大明神」と称した。
嵯峨天皇の時代に至り、杭全郷を南北に分割し、南を「杭全郷」といい、北を坂上広野麻呂に賜り「広野郷」と称した。現在の「平野郷」はこれに由来する。このとき、平野郷の三十歩神社の分霊を勧請して「杭全郷竜宮」と呼び、現在「奥宮」と称する。その旧地を「竜宮」といい、現在「十五」というのはこのためである。これより先の舒明天皇5年（633年）、息長杭俣王に「杭俣長日子王」の諡が与えられた。

#### 中世以降
後醍醐天皇の延元2年（1336年）、皇太子が御幸して楯原神社の西方に仮宮を営み、その傍らで御饗を奉ったため、その地を「皇炊飯」といい、現在では転じて「鬼波伎」という。このとき高師直が喜連川氏とともにやってきて南朝方の北畠顕家と戦闘になり、北朝方の放った矢が皇太子の襟髪を撃ち抜いて落ちた場所を「打越」といい、その矢を埋めて山を築いた場所を「矢塚」と呼ぶ。毎年楯原神社の神官が馬上から矢塚に矢を射る「射返の神事」が行われていたが、元禄年間に廃止された。また、延元の乱の際にこの地に鎮守の兵士を置いたのでその地を「鎮平」という。皇太子が吉野に帰るとき、息長北村が供奉し大阪山口まで至ったが、紫止雲殿から火の手が上がるのが見えたので急いで戻ったところ、楯原宮、紫止雲殿、継体宮、仮宮がすべて北朝方の兵火に罹って焼失し、息長北村も敵の矢に当たって亡くなった。息長北村は妻・八千穂との間に若千代麻呂と治良麻呂の二子を儲けていた。北朝方の兵火によって楯原神社が焼失したため、延元4年（1337年）に金幣を造り、神鏡と「御息の璽」を納めて鎮祭した。
後亀山天皇の文中元年（1372年）、息長治良麻呂は51歳で家を継ぎ、「息長」の姓を廃して父の名を採って「北村」を氏とした。
延元の乱で北畠顕家が住吉に退却したため、喜連川氏がここに居城を築いて6万石を領有し、楯原神社に600石を寄進した。今の北池の水係りの地がこれに当たる。しかし、喜連川氏が応仁の乱で細川勝元の襲撃をうけて落城し、君臣ともども逃げ去ったため、郷民はその城址に移り住むことを希望し、文明10年（1478年）に唐人12戸、呉人10戸、陽の町8戸、本郷83戸、北庭56戸からなる「杭全庄喜連村」が成立した。「喜連」という名前は喜連川氏にちなんで名付けられた。同13年（1481年）、この地に仮の社殿を造って遷座し、建御雷男命と大国主命を祀った。延喜式に「案上宮」と称するのは当社である。
正親町天皇の元亀2年（1571年）、織田信長は社領600石を寄進した。このとき、木下藤吉郎の本陣は北村九右衛門の館にあった。天正14年、豊臣秀吉は北村九右衛門に「息長長者北村九右衛門治部太夫」の号を与え、楯原神社に楽殿一棟を寄進して片桐且元に奉行させた。北村九右衛門は文禄4年（1595年）11月16日に亡くなった。
元和元年（1615年）5月、不幸にも兵火に罹り、家屋、宝蔵、伝家の文書、楯原神社の神宝などが焼失したが、この家記だけは焼け残ったものが上田広住陵の木に掛かっていたのを3日後に回収された。息長家の家督は息長長者北村九右衛門の子である北村九郎右衛門治部・北村九右衛門治太夫・北村九右衛門治路を経て北村九右衛門治良に至った。彼は5歳で母を、6歳で父を、8歳で妹を失い、母の兄・林藤右衛門に養育されたが、元和元年に14歳で家督を相続し、焼け残った伝書を綴り合せて元々3巻あったものを1巻にまとめた。

### 考察
「家記」の信憑性については、『大阪府全志』自身が「其の記事の真なるかは無論疑なき能わざれども」と疑義を示している。奥野健治は著書『万葉摂河泉志考』の中で、息長田別王が「息長河の水を淀川に注がしめ」た記事に着目し、以下の2つの点から近代の成立であることを論じている。
- 「淀川」という名称自体が比較的新しいものであること。記紀には単に「江」、『扶桑略記』には「山崎川」とあるのみである。『日本後紀』『延喜式』には「与等津」、『古今和歌集』には「淀川のよどむと人は見るらめどながれてふかき心あるものを」とあるが、これは京都府淀町付近での呼び名であり、山城国・摂津国を通じて「淀川」と称するようになったのは「淀町が大邑になりたる以後」のことでである。
- 息長川の水を淀川に引くのは上代の地形から見て理に適っていないこと。当時、難波丘陵の東部は入江や沼沢地であり、喜連町北方の横野に防潮堤を築いて猪飼津からの逆流を防がなければならないほどであった。このような諸河川の合流点になっている場所をわざわざ横断して遠くの淀川に水を引くのは何の意義もなく、技術的には「湖中に更に河川を作る」ようなものである。

一方「家記」に一定の資料価値を認める学者もいる。
今井啓一は論文「息長氏異聞」の中で、「家記」を抄写したと思われる「楯原神社に対する名所旧蹟并塚の所在地」なる写本（喜連の旧家・長橋衛市所蔵）を取り上げ、記紀の記述と『本朝皇胤紹運録』『上宮記』『新撰姓氏録』を照らし合わせた上で、「喜連に伝へる息長氏に関しての伝承は強ち牽強附会とはみなし難い」と結論付け、「息長氏が或期間、河内喜連の地に居住したこと」を認めている。また、応神天皇が日向国諸県君の娘・髪長比女を召した際、「水たまる 依網の池の堰杙うち 菱殻の 云々」と詠んだ記の記述を挙げ、歌にある依網池（摂津国住吉郡依羅郷、現在の大阪市住吉区）や髪長比女を住まわせた桑津（東住吉区桑津）が喜連の近辺にあることから、喜連出身の息長真若中比女を通じて応神との関係が生じたと推察している。さらに、歌の一節にある「川俣江（かわまたえ）」が、記の杙俣長日子王に相当する『日本書紀』の河派（かわまた）仲彦に通じることから、「河内国においてこの附近の河川の二股に岐れた地形に因る御名かも知れぬ」としている。
田中嗣人は著書『聖徳太子信仰の成立』において、今井の論文に言及した上で、「本家記が信憑性なきこと」は「歴然明白であるが、応神以後の息長氏の系譜や伝承には注目すべき記述があり、また現在知られる文献以外のものを典拠にすること明瞭」としている。なお、田中は「大々杼」の地名の由来について、「富杼」は古語の「陰」を意味し、上町台地と羽曳野丘陵の「隈（股間）」に位置する喜連地域の地理的景観を表すものとしている。

## その他

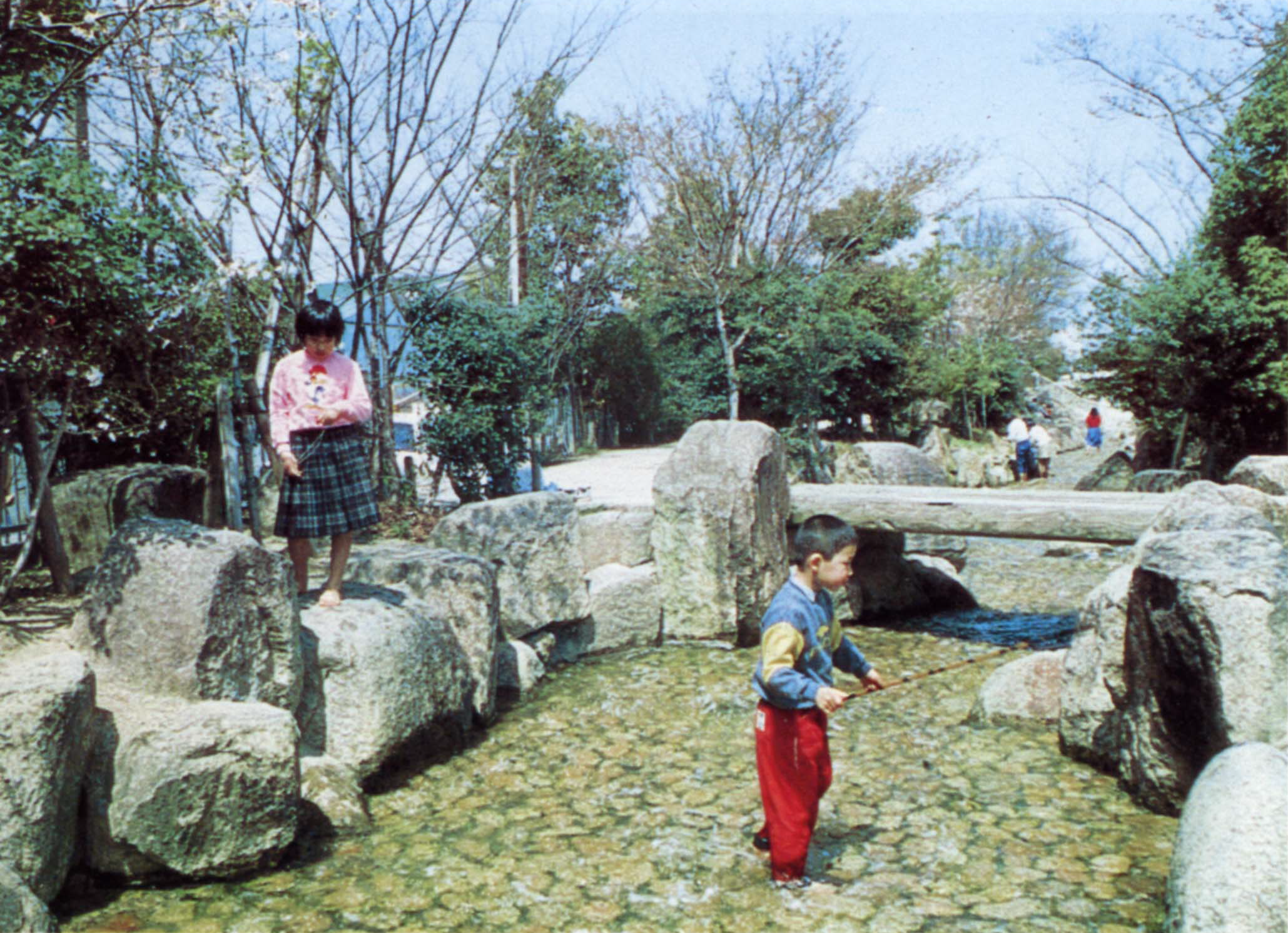
今川

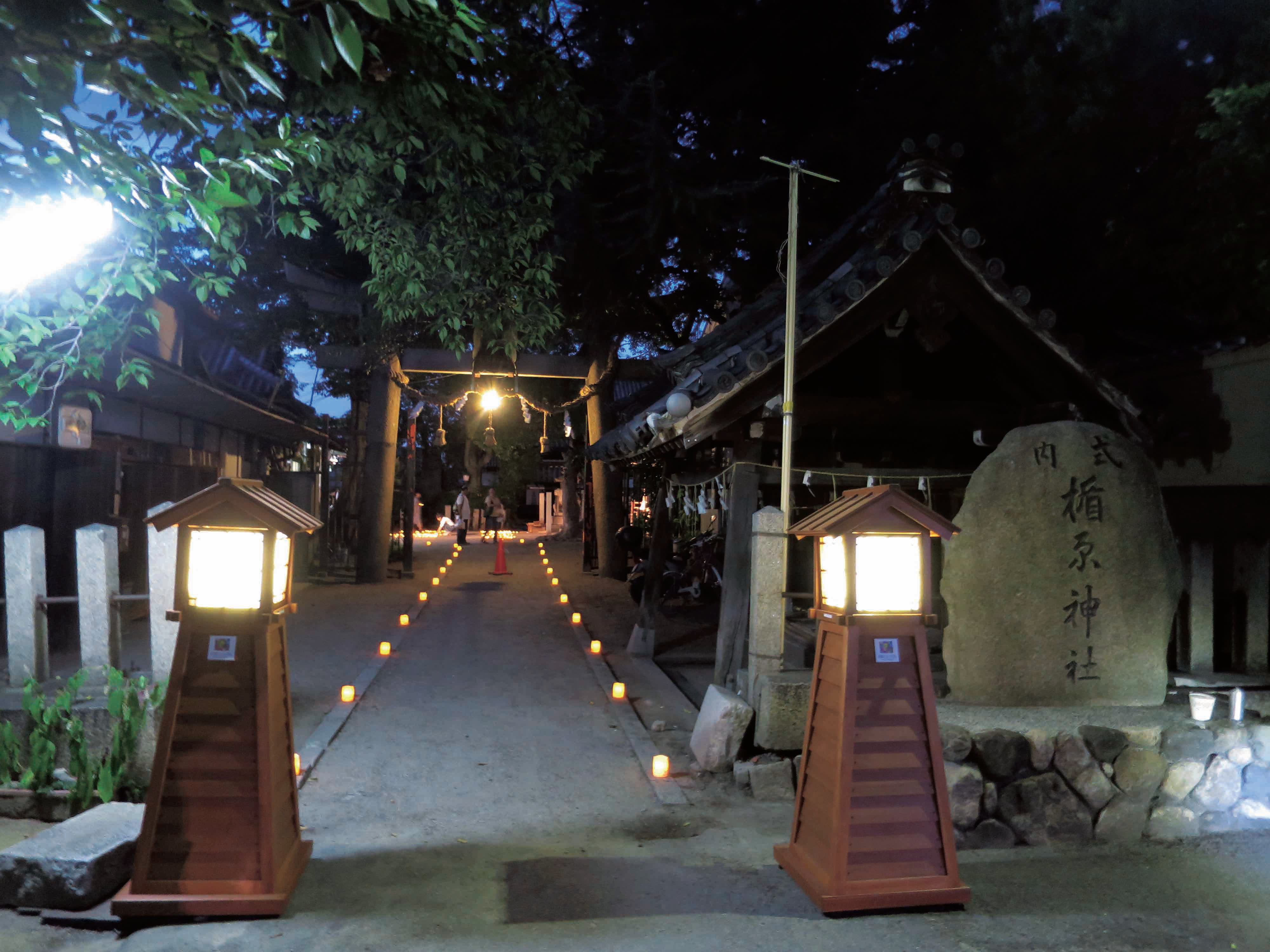
喜連灯火の夕べ

- 旧字楯原（現在の喜連西1丁目）の旧社地は、湿地帯に突き出す岬状の土地で、古代楯原神社が難波宮との水運流通を握る官庁であったことが察せられる[46]。昭和59年（1984年）には近辺を流れる今川に古地名を顕彰して楯原橋が架けられ、大阪市の「歴史の橋」第1号に選ばれている[47]。
- 江戸時代は字松山にあり、「立原宮」「立原瀧神」「立原大明神」などと呼ばれていた。松山は水路の位置などから前方後円墳の可能性があり、字松山時代の社地は周囲の田圃より2メートルほど高く、戦前まで古墳の痕跡を残していた。近世初期の新田開発で削られたと想われる[46]。
- 鳥居から馬倉（ばくら）地蔵尊まで南に真っ直ぐ伸びる道は、幅4間（7.2メートル）、長さ80間（144メートル）の喜連環濠地区で最も広い道路で、かつては馬場として利用され、流鏑馬が行われていた[48][49]。
- 十種神宝社の隣には「息長真若中女」と刻まれた標柱が立っている。これは明治37年（1904年）に息長真若中比女の陵墓と伝わる広住塚（喜連4丁目）の外濠を浚渫した際に出土したものである[47][50][51]。
- 大正11年（1922年）8月15日に旧喜連村で米騒動が発生した際には、楯原神社の拝殿と神楽堂の間の空き地[52]が暴徒たちの集合場所となった[53]。また楯原神社自身も、「拝殿南西角の軒に点じありたる電灯一個破壊」「社務所（南向）門扉二枚、数ヵ所を破壊、同東側表塀（門西側）瓦凡そ八、九枚を剥ぎとり、社務所表入口（南）に建てありたる障子（巾三尺、高サ一間）二枚数ヵ所破壊」といった被害を受け、合計7円の損害が出たという[52]。
- 戦前には鐘楼があり、昼時に釣鐘を鳴らしていたが、戦中の梵鐘供出により降ろされ、鐘楼は取り壊された。しかし梵鐘は引き取られることなく残った。梵鐘は撞かなければ絵馬堂でも大丈夫とのことで絵馬堂に吊ることになった[51]。
- 昭和22年から23年ごろまでは、喜連の西・中・北の三町会の持ち回りで、しめ縄を奉納していた。自前で作れないところは買っていたが、当時30万円していた。そこで喜連全体でしめ縄作りを行い、12月25日に奉納するようになる。平成に入って12月23日が祭日になったため、平成5、6年からは23日に奉納されることになった。これは現在、喜連全体が集まる唯一の行事となっている[54]。
- 「喜連旧集落を代表する歴史ある神社であり、景観資源としての価値は高い」として、平成24年（2012年）[55]に大阪市都市景観資源に登録された[56]。
- 平成26年度（2014年）[57]から毎年、喜連環濠地区まちづくり研究会主催の「こども餅つき大会」が、大相撲の東関部屋所属の力士たちを招いて行われている。喜連では過去に相撲の「喜連場所」があったが、平成24年（2012年）に東関部屋が地区内に大阪場所宿舎を構えたのを契機に始まった[58]。
- 平成27年（2015年）[57]から毎年、喜連環濠地区まちづくり研究会主催の「喜連灯火の夕べ」が、楯原神社を含む喜連の寺社などで行われている。七日盆に提灯や灯ろうが飾られている伝統にちなみ、地蔵盆などの8月の伝統行事に合わせて住民手作りの灯籠が町を飾る[59]。

## 現地情報
所在地
- 大阪府大阪市平野区喜連6丁目1番38号

交通アクセス
- 鉄道
  - 喜連瓜破駅から徒歩9分

周辺
- 如願寺
- 大阪市立喜連小学校
- 大阪教育大学附属特別支援学校